# 乳·房
《乳·房》（英語：Breast and House），是謝志文導演首次執導的電影，製作時間號時6年，於2019上映。戲劇題材關於乳癌，是發生在都會的愛情喜劇故事。由劉香慈、謝毅宏主演，2019年3月8日於台灣上映。

## 外部連結
- 乳·房的Facebook專頁